# Seznam zápasů české fotbalové reprezentace 2010
V roce 2010 odehrála česká fotbalová reprezentace celkem 8 mezistátních zápasů, z toho 3 kvalifikační o ME 2012 a 5 přátelských. Celková bilance byla 4 výhry, 1 remíza a 3 prohry. Hlavním trenérem byl Michal Bílek.

## Přehled zápasů
| 3. března 2010 přátelský |       |       |                                                               |
| Skotsko                  | 1 – 0 | Česko | Hampden Park, Glasgow diváci: 32 000 rozhodčí: Freddy Fautrel |
| Brown 62'                |       |       | Hampden Park, Glasgow diváci: 32 000 rozhodčí: Freddy Fautrel |

| 22. května 2010 přátelský |       |           |                                                                  |
| Turecko                   | 2 – 1 | Česko     | Red Bull Arena, Jersey City diváci: 16 371 rozhodčí: Mark Geiger |
| Turan 31' Kahveci 48'     |       | 81' Černý | Red Bull Arena, Jersey City diváci: 16 371 rozhodčí: Mark Geiger |

| 26. května 2010 přátelský |       |                                         |                                                                                            |
| USA                       | 2 – 4 | Česko                                   | Rentschler Field Stadium, Hartford diváci: 36 218 rozhodčí: Mauricio Rafael Ovalle Morales |
| Edu 17' Gomez 65'         |       | 44' Sivok 58' Polák 77' Fenin 90' Necid | Rentschler Field Stadium, Hartford diváci: 36 218 rozhodčí: Mauricio Rafael Ovalle Morales |

| 11. srpna 2010 přátelský                   |       |           |                                                                                |
| Česko                                      | 4 – 1 | Lotyšsko  | Stadion U Nisy, Liberec diváci: 7 456 rozhodčí: Sergej Valentinovič Dankovskij |
| Bednář 49' Fenin 54' Pospěch 74' Necid 77' |       | 90' Cauņa | Stadion U Nisy, Liberec diváci: 7 456 rozhodčí: Sergej Valentinovič Dankovskij |

| 7. září 2010 kvalifikace ME 2012, skupina I |       |            |                                                             |
| Česko                                       | 0 – 1 | Litva      | Andrův stadion, Olomouc diváci: 12 038 rozhodčí: Alon Yefet |
|                                             |       | 25' Šernas | Andrův stadion, Olomouc diváci: 12 038 rozhodčí: Alon Yefet |

| 8. října 2010 kvalifikace ME 2012, skupina I |       |         |                                                 |
| Česko                                        | 1 – 0 | Skotsko | Eden, Praha diváci: 19 000 rozhodčí: Ivan Bebek |
| Hubník 69'                                   |       |         | Eden, Praha diváci: 19 000 rozhodčí: Ivan Bebek |

| 12. října 2010 kvalifikace ME 2012, skupina I |       |                      |                                                                    |
| Lichtenštejnsko                               | 0 – 2 | Česko                | Rheinpark Stadion, Vaduz diváci: 2 555 rozhodčí: Stanislav Suchina |
|                                               |       | 12' Necid 28' Kadlec | Rheinpark Stadion, Vaduz diváci: 2 555 rozhodčí: Stanislav Suchina |

| 17. listopadu 2010 přátelský |       |       |                                                      |
| Dánsko                       | 0 – 0 | Česko | NRGi Park, Århus diváci: 9 184 rozhodčí: Howard Webb |
|                              |       |       | NRGi Park, Århus diváci: 9 184 rozhodčí: Howard Webb |